# Elaeocarpus cruciatus
Elaeocarpus cruciatus é uma espécie de angiospérmica da família Elaeocarpaceae.
Apenas pode ser encontrada no seguinte país: Malásia.
Está ameaçada por perda de habitat.